# Maksim Chramcov
Maksim Sergeevič Chramcov (in russo Максим Сергеевич Храмцов?; Nižnevartovsk, 12 gennaio 1998) è un taekwondoka russo.

## Biografia
Ha vinto la medaglia d'oro per ROC ai Giochi olimpici di Tokyo 2020 negli 80 kg.

## Palmarès
- Giochi olimpici

Tokyo 2020: oro negli 80 kg.
- Mondiali

Muju 2017: oro nei 74kg.
- Europei

Kazan 2018: oro negli 80kg.
Sofia 2021: oro negli 80 kg.
Belgrado 2024: bronzo negli 80 kg.
- Giochi mondiali militari

Wuhan 2019: oro negli 80kg.